# Lawrence Monoson
Lawrence Monoson (Yonkers, 11 agosto 1964) è un attore statunitense.

## Filmografia

### Cinema
- L'ultima vergine americana (The Last American Virgin), regia di Boaz Davidson (1982)
- Venerdì 13 - Capitolo finale (Friday the 13th: The Final Chapter), regia di Joseph Zito (1984)
- Dietro la maschera (Mask), regia di Peter Bogdanovich (1985)
- Gaby - Una storia vera (Gaby: A True Story), regia di Luis Mandoki (1987)
- Un videotape per l'assassino (Dangerous Love), regia di Marty Ollstein (1988)
- Final Judgement, regia di Louis Morneau (1992) (non accreditato)
- Me and the King, regia di Melissa Jenkins (1995)
- Black Rose of Harlem, regia di Fred Gallo (1996)
- Marines, regia di Mark Roper (2003)
- Starship Troopers 2 - Eroi della Federazione (Starship Troopers 2: Hero of the Federation), regia di Phil Tippett (2004)
- Guns Before Butter, regia di Jordan Ellis (2005)

### Televisione
- Il mio amico Arnold (Diff'rent Strokes) – serie TV, episodio 5x13 (1983)
- My Life and Times – serie TV, episodio 1x01 (1991)
- Payoff – film TV (1991)
- Bugie d'amore (Love, Lies & Lullabies) – film TV (1993)
- Star Trek: Deep Space Nine – serie TV, episodio 1x14 (1993)
- Guerra al virus (And the Band Played On), regia di Roger Spottiswoode – film TV (1993)
- Beverly Hills 90210 (Beverly Hills, 90210) – serie TV, episodi 4x22-4x23-4x24 (1994)
- A Woman of Independent Means – miniserie TV (1995)
- JAG - Avvocati in divisa (JAG) – serie TV, episodio 1x05 (1995)
- Tre angeli all'inferno (A Promise to Carolyn) – film TV (1996)
- La signora in giallo (Murder, She Wrote) – serie TV, episodio 12x19 (1996)
- Il tocco di un angelo (Touched by an Angel) – serie TV, episodio 3x14 (1996)
- Orleans – serie TV, episodio 1x06 (1997)
- Chicago Hope – serie TV, episodio 4x09 (1997)
- In difesa dell'assassino (I Know What You Did) – film TV (1998)
- The Practice - Professione avvocati (The Practice) – serie TV, episodi 2x18-2x21 (1998)
- To Have & to Hold – serie TV, episodio 1x08 (1998)
- Profiler - Intuizioni mortali (Profiler) – serie TV, episodio 3x09 (1999)
- The Strip – serie TV, episodio 1x03 (1999)
- E.R. - Medici in prima linea (ER) – serie TV, 4 episodi (1999-2000)
- Sharing the Secret – film TV (2000)
- Seven Days – serie TV, episodio 2x23 (2000)
- Prince Street – serie TV, 6 episodi (1997-2000)
- Da un giorno all'altro (Any Day Now) – serie TV, episodio 4x05 (2001)
- Resurrection Blvd. – serie TV, 7 episodi (2000-2001)
- Star Trek: Enterprise (Enterprise) – serie TV, episodio 1x09 (2001)
- CSI - Scena del crimine (CSI: Crime Scene Investigation) – serie TV, episodio 3x05 (2002)
- The Division – serie TV, episodi 4x07-4x16 (2004)
- CSI: Miami – serie TV, episodio 3x05 (2004)
- 24 – serie TV, episodio 4x07 (2005)
- NCIS - Unità anticrimine (NCIS) – serie TV, episodio 3x03 (2005)
- Medium – serie TV, episodio 2x10 (2005)
- Senza traccia (Without a Trace) – serie TV, episodio 4x16 (2006)
- The Closer – serie TV, episodio 3x03 (2007)
- Dark Blue – serie TV, episodio 1x01 (2009)
- Cold Case - Delitti irrisolti (Cold Case) – serie TV, episodio 7x08 (2009)
- CSI: NY – serie TV, episodio 7x01 (2010)

## Doppiatori italiani
Nelle versioni in italiano delle opere in cui ha recitato, Lawrence Monoson è stato doppiato da:
- Fabio Boccanera in Dietro la maschera, Star Trek: Enterprise
- Roberto Draghetti in CSI - Scena del crimine, Cold Case - Delitti irrisolti
- Maurizio Romano in E.R. - Medici in prima linea
- Christian Iansante in Resurrection Blvd
- Roberto Chevalier in Starship Troopers 2 - Eroi della Federazione
- Nino D'Agata in NCIS - Unità anticrimine
- Carlo Scipioni in 24
- Vittorio Guerrieri in Senza traccia
- Massimo Rossi in The Closer
- Davide Marzi in CSI: NY